# Buzz Amato
Frank "Buzz" Amato is een Amerikaanse platenproducer, pianist, keyboard-speler, componist en arrangeur, actief in de soul, blues en in mindere mate jazz.
In de jaren tachtig toerde hij met Curtis Mayfield. Ook speelde hij mee op een aantal studio-albums van de zanger, waaronder "New World Order" (1997). Tot op heden heeft hij meegwerkt aan meer dan 150 albums, als producer en/of muzikant, waaronder platen van Nappy Brown, The Chi-Lites, Gary B.B. Coleman, Ben E. King, Jerry McCain, Joseph Patrick Moore, Billy Paul, Francine Reed, The Three Degrees, Blues Boy Willie en Chick Willis. In de jaren negentig werd hij producer van Ichiban Records, waarvoor hij veel bluesplaten produceerde. Hij componeerde tevens muziek voor film en televisie (onder meer voor CNN en Discovery Channel). In 2005 bracht hij zijn eerste album uit.

## Discografie
- A Collection, Blue Canoe Records, 2005